# Mitry-Mory
Mitry-Mory település Franciaországban, Seine-et-Marne megyében. Lakosainak száma 20 393 fő (2022. január 1.). Mitry-Mory Villeparisis, Tremblay-en-France, Claye-Souilly, Compans, Gressy és Le Mesnil-Amelot községekkel határos.

## Népesség
A település népességének változása:
| Lakosok száma | 19 267 | 19 847 | 20 026 | 19 931 | 20 353 | 20 648 | 20 620 | 20 627 | 20 393 |
|               | 2013   | 2015   | 2016   | 2017   | 2018   | 2019   | 2020   | 2021   | 2022   |